# عبد الرحمن بن نوح المقدسي
أبو محمد عبد الرحمن بن نوح بن محمد بن إبراهيم بن موسى المقدسي ثم الدمشقي، فقيه شافعي، وهو أحد شيوخ الإمام النووي في الفقه. يقول النووي في معرض ذكر شيوخه في الفقه وتسلسلهم إلى إمام مذهبه الإمام الشافعي ثم إلى النبي محمد: